# 소굴
"소굴"(The Hideout)은 한국에서 제작된 이창희 감독의 2011년 드라마, 스릴러 영화이다. 박인혜 등이 주연으로 출연하였다.

## 출연

### 주연
- 박인혜
- 강지훈
- 박지한
- 안창환

## 기타
- 조명: 이승훈
- 조연출: 유원상